# Джабраилов, Тагир Рза оглы
Тагир Рза оглы Джабраилов (азерб. Tahir Rza oğlu Cəbrayılov; 15 февраля 1937, Биринджи Нюгеди, Кубинский район — 28 сентября 1986, Биринджи Нюгеди, Кубинский район) — советский азербайджанский животновод, Герой Социалистического Труда (1973).

## Биография
Родился 15 февраля 1937 года в селе Нюгеди Первые Кубинского района Азербайджанской ССР.
С 1956 года дояр молочно-товарной фермы совхоза имени Жданова Кубинского района.
С первых месяцев работы Джабраилов заинтересовался техникой ухода и кормления за коровами, тщательно ее изучал, набираясь опыта у передовых животноводов совхоза. Уже в 1958 году Тагир Джабраилов получил надой 1500 килограмм молока, но не остановился на этом. С каждым годом надои увеличивались, от 3047 в 1960 году до 4200 килограмм молока от каждой коровы в 1970 году. В 1971 году Тагир Джабраилов получил 4680 килограмм молока от каждой коровы. План восьмой пятилетки дояр выполнил за 3 года и 7 месяцев, получив от каждой из 14 коров 4359 килограмм молока. В 1972 году, во время социалистического соревнования с Шаргией Велиевой, получил от каждой коровы 5105 килограмм молока, а в 1973 году получил надой до 5500 килограмм молока.
Указом Президиума Верховного Совета СССР от 6 сентября 1973 года за большие успехи, достигнутые во Всесоюзном социалистическом соревновании, и проявленную трудовую доблесть в выполнении принятых обязательств по увеличению производства и заготовок продуктов животноводства в зимний период 1972—1973 гг. Джабраилову Тагиру Рза оглы присвоено звание Героя Социалистического Труда с вручением ордена Ленина и золотой медали «Серп и Молот».
Активно участвовал в общественной жизни Азербайджана. Член КПСС с 1961 года. Делегат XXVI съезда КПСС и XXX съезда КП Азербайджана.
Скончался 28 сентября 1986 года в селе Нюгеди Первые.